# Museo etnografico della Valle di Muggio
Il Museo etnografico della Valle di Muggio, detto anche MEVM, è museo che ha sede a Cabbio, una località che fa parte del comune di Breggia nel Canton Ticino in Svizzera. Il museo si focalizza sul patrimonio etnografico e paesaggistico della Valle di Muggio. Nel 2014 il museo riceve a nome della Valle di Muggio il premio "Paesaggio dell'anno 2014". 
Il museo si costituisce in associazione nel 1980 e la sua sede è all'interno della Casa Cantoni che è concepita come un punto di informazione e l'inizio di un itinerario più ampio nella valle, secondo una concezione vicina agli ecomusei. Il museo si definisce infatti un "museo del territorio" o un museo all'aperto e comprende oggetti restaurati al di fuori della sua sede come tre nevère sul Monte Generoso (per la conservazione del latte), la graa di Roncapiano (per l'essiccazione delle castagne), il roccolo di Scudellate (per catturare gli uccelli di passo), la selva castanile di Caneggio, il muro a secco tra Scudellate e Erbonne e il mulino di Bruzella (il mulino che serve alla macina del granoturco e delle castagne viene messo in funzione settimanalmente e si può comprare la farina che produce). Fanno quindi parte del patrimonio del Museo etnografico della Valle di Muggio quattro tipi di collezioni: gli oggetti della civiltà rurale, le collezioni di immagini dedicate al paesaggio, la documentazione archivistica cartacea e digitale (conservate nella sede) e gli edifici del territorio collocati nel valle.
Il museo ha come mandato la salvaguardia del patrimonio del territorio ed è un punto di informazione. Il museo organizza inoltre eventi, mostre tematiche ed escursioni guidata durante tutto l'anno. Il museo fa parte dei musei etnografici regionali riconosciuti dal Canton Ticino e collabora con la città di Mendrisio per progetti focalizzati sul Monte Generoso, come il restauro dei caselli del latte di Cragno.